# Мали Дреновец
Ма̀ли Дрено̀вец е село в Северозападна България. То се намира в община Димово, област Видин.

## География
Село Мали Дреновец е разположено в Северозападна България и влиза в пределите на община Димово. Отстои на 12.88 km североизточно от общинския център град Димово и на 7 km от главния път Видин - Лом. Съседни на Мали Дреновец са селата Владиченци, Държаница и Арчар. На 7 km на север е река Дунав, подходяща за риболов.

## История
Към 30-те години на XX век в селото има торлашка махала, чиито жители донякъде запазват своя нетипичен за района белоградчишки говор.
По време на колективизацията в селото е създадено Трудово кооперативно земеделско стопанство „Девети септември“ в чест на Деветосептемврийския преврат от 1944 година.

## Население
Преброяване на населението през 2011 г.
Численост и дял на етническите групи според преброяването на населението през 2011 г.:
|                     | Численост | Дял (в %) |
| Общо                | 73        | 100,00    |
| Българи             | 71        | 97,26     |
| Турци               | 0         | 0,00      |
| Цигани              | 0         | 0,00      |
| Други               | 0         | 0,00      |
| Не се самоопределят | 0         | 0,00      |
| Неотговорили        | 1         | 1,36      |